# Erna Scheffler
Erna Scheffler z domu Friedenthal (ur. 21 września 1893 we Wrocławiu, zm. 22 maja 1983 w Londynie) – niemiecka prawniczka pochodzenia żydowskiego, pierwsza kobieta-sędzia Federalnego Trybunału Konstytucyjnego Niemiec (1951–1963).

## Życiorys
Urodziła się 21 września 1893 r. we Wrocławiu w rodzinie kupieckiej Paula Friedenthala i Margarethe Kupfermann. Marzyła o karierze śpiewaczki. Po śmierci ojca, co zmusiło matkę do przyjęcia opiekuna prawnego, Scheffler uznała, że jej przyszły zawód musi zagwarantować niezależność. W wieku 17 lat ukończyła gimnazjum, zdając maturę w szkole dla chłopców, gdyż w żeńskiej nie było to możliwe. Po maturze rozpoczęła studia medyczne, które następnie zmieniła na prawnicze i w 1914 r. ukończyła je z tytułem doktora. W trakcie studiów była jedyną kobietą na sali wykładowej, bywała ignorowana przez wykładowców. Ponieważ w Cesarstwie Niemieckim kobiety nie mogły zdawać egzaminów państwowych, a tym samym wykonywać zawodów prawniczych, Scheffler poświęciła się pracy w poradniach prawnych i jako asystentka urzędnika. W 1916 r. zawarła związek małżeński z Fritzem Haslacherem. Dopiero w Republice Weimarskiej zdała w 1925 r. egzaminy państwowe i po osiągnięciu granicy wieku dla kobiet wstąpiła do służby cywilnej jako sędzia. W 1930 r. zaczęła pracę jako jedna z pierwszych sędzi w Niemczech. Musiała też rozwieść się, gdyż jedynie kobiety niezamężne mogły wykonywać zawód prawniczy.
Po dojściu do władzy nazistów w 1933 r. straciła pracę z powodu żydowskiego pochodzenia. W trakcie II wojny światowej ukrywała się w altanie w berlińskich ogródkach działkowych. W 1945 r. powróciła do orzekania w sądzie okręgowym w Berlinie, a w 1949 r. przeniosła się do sądu administracyjnego w Düsseldorfie. W swojej karierze skoncentrowała na równouprawnieniu kobiet. W referacie wygłoszonym na Niemieckiej Konferencji Prawników w 1950 r. określiła podstawy do realizacji podstawowego prawa do równouprawnienia jako wywiedzione z art. 3 ust. 2 konstytucji zachodnich Niemiec. W 1951 r. została wybrana na pierwszą kobietę-sędzię Federalnego Trybunału Konstytucyjnego i jako jego członkini przyczyniła się do wprowadzenia kilku istotnych zmian na drodze do równouprawnienia, m.in. w 1959 r. sąd ten wydał orzeczenie o tzw. ojcowskim głosie decydującym, w którym ustanowił równe prawo rodziców do decydowania o sprawach dotyczących ich potomstwa.
Po zakończeniu pracy w Federalnym Trybunale Konstytucyjnym kontynuowała działalność o równouprawnienie kobiet jako publicystka i wykładowczyni. Było to spowodowane jej przekonaniem, że pomimo wprowadzonych zmian w prawodawstwie, różnica między prawnie zagwarantowanym równouprawnieniem a faktycznym równouprawnieniem nadal istniała.
Jej drugim mężem w 1945 został Georg Scheffler (zm. 1975). Scheffler miała jedną córkę z pierwszego małżeństwa – Lorę (ur. 1917), lekarkę.
Zmarła 22 maja 1983 w domu swojej córki w Londynie.